# Heroico (película)
Heroico es una película dramática mexicana dirigida y escrita por David Zonana, producida por Michel Franco y protagonizada por Fernando Cuautle, Santiago Sandoval Carbajal, Esteban Caicedo, Carlos Gerardo García, Isabel Yudice y Mónica del Carmen. Se estrenó el 21 de septiembre de 2023. Es una coproducción internacional de México y Suecia. La cinta fue filmada en el Centro Ceremonial Otomí que recrea al Heroico Colegio Militar.

## Sinopsis
Luis, un adolescente de origen indígena se inscribe en el Heroico Colegio Militar, en busca de un futuro mejor. Sus nuevos compañeros y él se ven sometidos a un sistema jerárquico brutal, en el que los alumnos veteranos humillan a los recién llegados.

## Reparto
- Fernando Cuautle como Eugenio Sierra
- Santiago Sandoval Carbajal como Luis
- Esteban Caicedo como Mario
- Carlos Gerardo García como Ratón
- Ari Axel Saenz como Carrasco
- Isabel Yudice como Andrea
- Mónica del Carmen como Yanin
- Hugo Gutiérrez como General

## Lanzamiento
La película tuvo su estreno mundial en el Festival de Cine de Sundance 2023 el 21 de enero de 2023. También se proyectó en la sección panorama del 73.º Festival Internacional de Cine de Berlín en febrero de 2023.
Antes de su lanzamiento, Wild Bunch adquirió sus derechos de distribución.

## Recepción
En el sitio web de recopilación de reseñas Rotten Tomatoes, el 85% de las reseñas de 13 críticos son positivas, con una calificación promedio de 8,4/10.
Erin Brady de /Film escribió: "Heroico es probablemente una película que no funcionará para todos, ya que algunos momentos intencionalmente horribles de brutalidad casual harán que los espectadores se retuerzan. Sin embargo, al utilizar la cámara como un arma intensamente rígida, la película impulsa sus intenciones de una manera que no sea ni autoritaria ni vaga. Es un poderoso ejemplo del poder de la narración visual, de permitir que los aspectos técnicos de las películas cuenten una historia dolorosa de una manera que las meras palabras no pueden". Mientras tanto, Jordan Mintzer de The Hollywood Reporter escribió: "No hay verdaderas sorpresas en Heroico, que fija su rumbo hacia el infierno en la escena inicial y sigue un camino recto allí durante los siguientes 90 minutos".

## Premios y Nominaciones
- Festival de cine de Sundance
  - Gran Premio del Jurado (Nominada)

- Festival Internacional de Cine de Guadalajara
  - Mejor película (Ganadora)
  - Mejor película mexicana (Ganadora)
  - Mejor actor - Fernando Cuautle (Ganadora)
  - Mejor película del Jurado joven (Ganadora)

- Festival Internacional de Cine de Berlín
  - Largometraje - Panorama Audience Award (Nominada)

- Festival de Cine de San Sebastián
  - Horizons Award - David Zonana (Nominada)

- Premio Ariel
  - Mejor actor - Fernando Cuautle (Ganadora)